# Hospodářský dvůr Starý zámek v Borotíně
Hospodářský dvůr v Borotíně v okrese Tábor je barokní statek situovaný v těsném sousedství zříceniny středověkého borotínského hradu zvaného Starý zámek, po kterém podobně přijímá přídomek Starý zámek.

## Historie

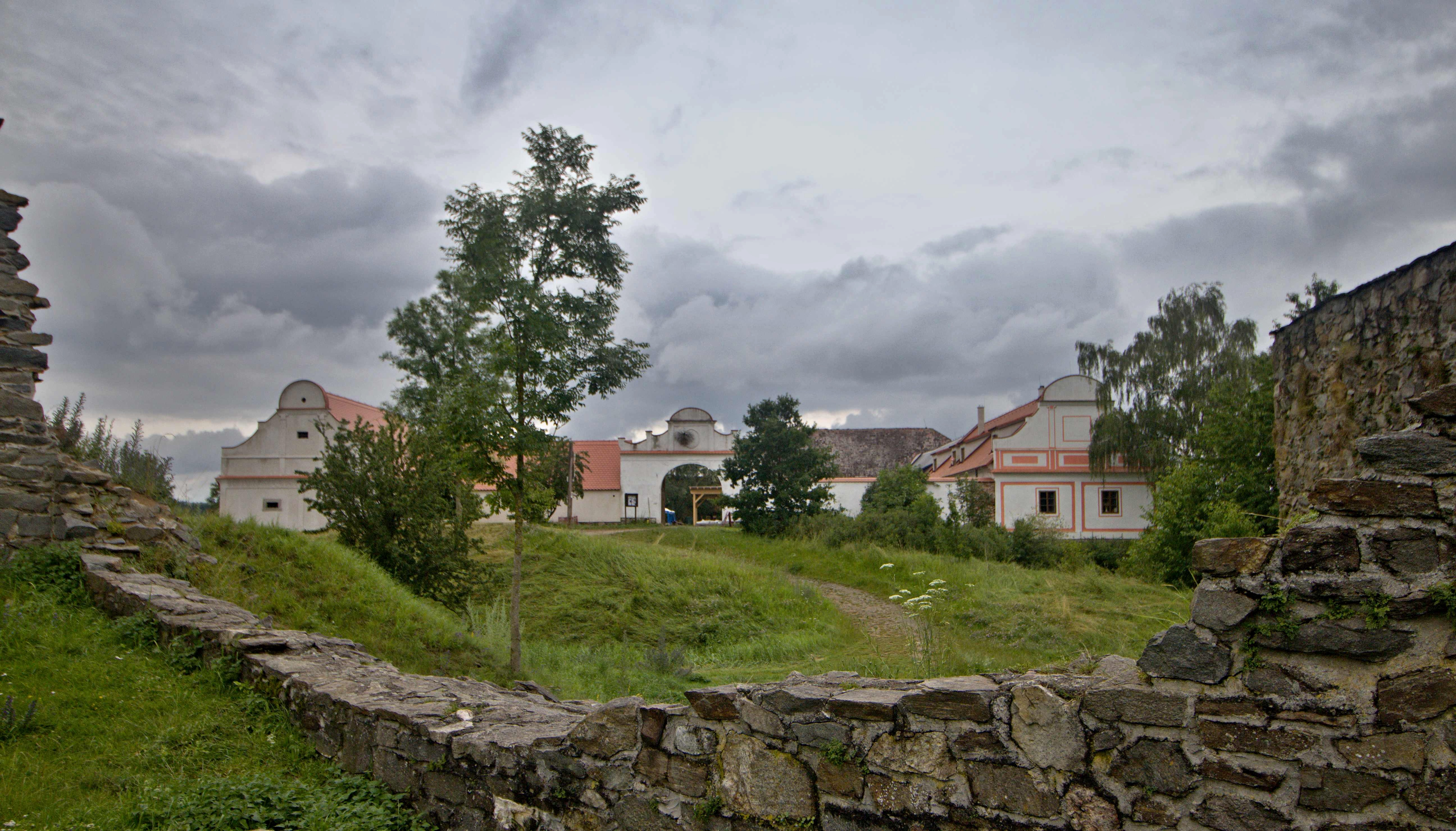
Hospodářský dvůr Starý zámek při pohledu z ruin hradu Borotína

První písemná zmínka o dvoře, který zaujímá místo, kde bývalo od založení hradu předhradí s hospodářskými budovami, je z roku 1557.
Hrad i statek byly v roce 1620 vypáleny císařskými vojsky, protože jeho tehdejší majitelé Vojkovští z Milhostic se zúčastnili stavovského povstání na straně českých stavů. V roce 1623 získala panství Polyxena z Lobkovic, která připojila Borotín k jistebnickému panství. Vypálený hrad byl ponechán svému osudu, ale statek byl obnoven.
V roce 1829 získali hrad i se statkem baroni Nádherní z Borutína, kteří na statku provedli částečné klasicistní úpravy, ale také zbořili hrázděnou stodolu a nahradili ji novostavbou dvou rozsáhlých stodol s centrálním průjezdem (dnešní východní křídlo), čímž došlo k vytvoření uzavřené dispozice objektu statku. Baroni Nádherní v důsledku pozemkové reformy statek v roce 1923 prodali.
Následně se zde vystřídalo několik majitelů i nájemců, přičemž potomkům posledních majitelům byl objekt vrácen v restitučním řízení po roce 1989. Ti jej následně prodali a střídání dalších majitelů, kteří na objektu neprováděli ani základní udržovací práce, přivedlo statek k havarijnímu stavu (stav v roce 2009), kdy z 10 budov pouze 3 byly pod střechou.
V roce 2010 barokní hospodářský dvůr získal místní rodák Milan Tejnor a začal jej opravovat. Od roku 2014 je statek přístupný veřejnosti.